# Vetenskapsåret 1976

## Händelser

### Astronomiochrymdfart
- 8 mars - En meteorit på 1170 kilogram slår ner i Kina (Manchuriet).Tillhörande fragment i närheten vägde tillsammans 600 kilo.[1]
- 18 juni - Satellitexperimentet "Gravity Probe A" sänds upp för att prova Albert Einsteins allmänna relativitetsteorin.
- 22 juni - Sovjetunionen skjuter upp rymdstationen Saljut 5.
- 6 juli - Sovjetunionen skickar iväg Sojuz 21, som en del i ett omfattande sovjetiskt femårsprogram för undersökning av rymden.[2]
- 20 juli - USA:s fjärrstyrda Vikingsond landar på Mars [3].
- 31 juli - NASA publicerar ett foto av Cydonia Mensae på Mars som liknar ett ansikte, taget av sonden Viking 1.
- 7 augusti - Viking 2 går in i omloppsbana runt Mars.
- 22 augusti - Sovjetunionens sond Luna 24 återvänder från Månen.[2]
- 3 september - Viking 2 landar vid Utopia Planitia på Mars och tar närbilder av planetens yta.
- 17 september - Rymdfärjan Enterprise rullas ut.
- Okänt datum - Kometen West syns som en av 1900-talets starkast lysande kometer, och kan skymtas även i dagsljus [4].
- Okänt datum - Jordens största teleskop färdigställs på berget Patsukhov i Sovjetunionen, efter att det tidigare största teleskopet på Jorden varit på Mount Palomar i Kalifornien, USA [4].

### Matematik
- Okänt datum -  Imre Lakatoss verk Proofs and Refutations: the Logic of Mathematical Discovery publiceras postumt.[5]

### Medicin
- 31 juli - Vid neurologiska klinien i Graz används för första gången laser vid en hjärntumörsoperation.[2]

### Psykologi
- Okänt datum - Brittiska psykiatern Lorna Wing myntar begreppet Aspergers syndrom.[6]

## Pristagare
- Brinellmedaljen: Raymond Castaing
- Copleymedaljen: Dorothy Crowfoot Hodgkin
- Darwinmedaljen: Charlotte Auerbach
- Ingenjörsvetenskapsakademien utdelar Stora guldmedaljen till Christian Jacobæus
- Nobelpriset:[7]
  - Fysik: Burton Richter, Samuel C.C. Ting
  - Kemi: William Lipscomb
  - Fysiologi/Medicin: Baruch S. Blumberg, Daniel Carleton Gajdusek
- Sylvestermedaljen: David Kendall
- Turingpriset - Michael O. Rabin, Dana Scott
- Wollastonmedaljen: Kingsley Charles Dunham [8]

## Födda
- 16 juni – Mattias Lundberg, svensk musikforskare.

## Avlidna
- 1 februari – Werner Heisenberg (född 1901), fysiker.
- 21 april – Carl Benjamin Boyer (född 1906), matematikhistoriker.
- 31 maj – Jacques Monod (född 1910), biokemist, Nobelpristagare 1965.
- 5 oktober – Lars Onsager (född 1903), kemist.

### Fotnoter
1. ↑  Bühler, Rolf (2013). ”Meteoritenschauer und ihre Streufeuer”. Meteorite: Urmaterie aus dem interplanetaren Raum. Springer Media. sid. 88−90
2. 1 2 3   Horisont 1976. Bertmarks
3. ↑  Horisont 1976, Bertmarks förlag, sidan 158-159 - Amerikansk rymdsond till mars: Den röda planeten
4. 1 2  Så funkar universum, James Muirden
5. ↑  Crilly, Tony (2007). 50 Mathematical Ideas you really need to know. London: Quercus. sid. 69. ISBN 978-1-84724-008-8
6. ↑  Carolyn Cole (24 januari 2018). ”What is Asperger's Syndrome” (på engelska). Guiding Pathways. https://guidingpathways.com.au/2018/01/24/what-is-aspergers-syndrome/. Läst 5 juli 2023.
7. ↑  ”Nobelpriset”. http://nobelprize.org/nobel_prizes/lists/all/index.html. Läst 10 april 2011.
8. ↑  ”Geological Society”. Arkiverad från originalet den 5 juni 2011. https://web.archive.org/web/20110605102217/http://www.geolsoc.org.uk/gsl/society/history/page750.html. Läst 14 april 2011.